# شهرستان کنکاکی (ایلینوی)

شهرستان کنکاکی

شهرستان کنکاکی، (به انگلیسی: Kankakee County) شهرستانی در ایالت ایلی‌نوی ایالات متحده امریکا و بر طبق سرشماری ۲۰۱۰ این شهرستان ۱۱۳۴۴۹ نفر جمعیت داشته‌است. رشد جمعیت این شهرستان از ۲۰۰۰ تا ۲۰۱۰، حدود ۹٫۳ درصد رشد مثبت داشته است

طبق سرشماری ۲۰۱۰، مساحت این شهرستان ۱۷۶۴٫۷ کیلومتر مربع وسعت داشته که از این مقدار ۰٫۷۱ درصد آب و ۹۹٫۳۰ درصد خشکی می‌باشد.

## همسایگان و راه‌ها
همسایگان این شهرستان عبارتند از:
- شمال: شهرستان ویل
- شمال‌شرق: شهرستان لیک، ایندیانا
- شرق: شهرستان نیوتن، ایندیانا
- جنوب‌شرق:
- جنوب: شهرستان ایروکوییس
- جنوب‌غرب: شهرستان فورد
- جنوب‌غرب: شهرستان لیونیگ استون
- غرب:
- شمال‌غرب: شهرستان گراندی

راه‌های اصلی این شهرستان:
1. بزرگراه میان‌ایالتی ۵۷
2. بزرگراه ۵۲ ایالات متحده
3. بزرگراه ۴۵ ایالات متحده
4. جاده ۱ ایلی‌نوی
5. جاده ۱۷ ایلی‌نوی
6. جاده ۵۰ ایلی‌نوی
7. جاده ۱۰۲ ایلی‌نوی
8. جاده ۱۱۳ ایلی‌نوی
9. جاده ۱۱۴ ایلی‌نوی
10. جاده ۱۱۵ ایلی‌نوی

## شهرها
- کنکاکی، ایلی‌نوی، مرکز شهرستان
- ممنس، ایلی‌نوی

## هرم سنی

هرم سنی این شهرستان در سال ۲۰۰۰

این شهرستان بر اساس سرشماری سال ۲۰۰۰ دارای ۱۰۳۸۳۳ نفر جمعیت بوده‌است.

تراکم نسی جمعیت ۵۹ نفر بر کیلومتر مربع می‌باشد.

هرم سنی این شهرستان در سال ۲۰۰۰ در شکل روبرو نمایش داده شده‌است.

## تاریخچه
این شهرستان در ۱۸۵۳ از شهرستان ایروکوییس جدا شده‌است. این شهرستان نام خود را از رودخانه کنکاکی، گرفته‌است.

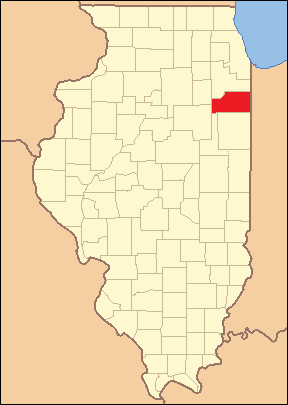
شهرستان کروفورد در زمان تشکیل در سال ۱۸۵۳